# بسکتبال ناشنوایان
بسکتبال ناشنوایان رشته ای ورزشی ویژه افراد ناشنوا است که در آن از زبان اشاره برای ارتباط برقرار کردن بین بازیکنان و مربیان و داوران استفاده می‌شود. این ورزش برای نخستین بار توسط تیم‌های بسکتبال ناشنوایان استرالیا ، بریتانیا و ایالات متحده آمریکا رسمیت یافت.
فدراسیون بین‌المللی بسکتبال ناشنوایان (دی.آی.بی.اف) ارگانی جهانی وابسته به فدراسیون بین‌المللی بسکتبال (فیبا) و کنفدراسیون المپیک ناشنوایان می‌باشد  که در فبریه سال ۲۰۰۳ تشکیل شد و مسئولیت‌های مربوط به این رشته را برعهده دارد.